# Svirrefluer
Svirrefluer eller blomsterfluer (Syrphidae) er en familie af insekter med omkring 200 slægter og ca. 6.000 arter. De er udbredt i alle verdensdele – undtagen på Antarktis. Svirrefluer hører ligesom myg og fluer til tovingeordenen. Mange arter er store og markante insekter, der desuden forekommer i stort individantal. De er kendt for deres evne til at stå stille i luften på svirrende vinger. Mange arter opsøger blomster, hvor de tager nektar og pollen.

## Dansk udbredelse
I Danmark er der siden 1850 registreret op mod 300 forskellige arter, hvoraf 10 arter vurderes til at være truede og 21 til at være sårbare. Den mest truede gruppe af danske svirrefluer er de arter, som er knyttet til skov med gamle træer, men også udtørring og dræning af enge og fugtige områder har betydet tilbagegang for mange arter.

## Udseende
Svirrefluer varierer meget i størrelse og udseende. Hovedet er stort med veludviklede øjne. Bagkroppen er oftest bred med karakteristisk farvetegning, hvori især indgår gule og sorte farver. Nogle arter laver mimicry med gedehamse, mens andre eksempelvis har mimicry med humlebier eller sandhvepse. Det er et eksempel på lighedsværn.

## Levevis
De fleste af de danske arter er knyttet til skovområder med fugtige skovenge og lysninger, men kan træffes på næsten alle biotoper med blomstrende planter – heriblandt i haver. I Danmark ses de mest fra april-september og er talrigest fra maj-juni.
Svirrefluer står – som navnet antyder – i kortere perioder helt stille i luften og flytter sig i hurtige ryk.
Svirrefluerne er generelt et nyttedyr, da de er vigtige bestøvere af blomster og frugttræer.
Larverne fra omkring 100 af arterne lever desuden af bladlus.

## Slægter og arter
Eksempler på de globalt omkring 200 slægter og 6.000 arter:
- Eristalis tenax (droneflue) er en 14-16 mm stor, bilignende svirreflue. Det er den største af de danske arter i slægten Eristalis, hvis larver (ligesom visse andre slægters) kaldes rottehaler.
- Slægten Xylota (træsvirrefluer) er svirrefluer med lang slank bagkrop og fortykkede lår. De lever i skov og krat i Danmark, hvor nogle arter kan ses løbe om på blade og grene. Larverne lever i råddent træ.[2]
- Rhingia campestris (mark-snabelsvirreflue) er en 8-11 mm stor, brunlig svirreflue, der ofte ses i Danmark om foråret på bondelandet. Den har en meget lang fremadrettet snude. Dens larver lever i kokasser.[2]
- Eumerus strigatus (kartoffel-løgsvirreflue) er en 6-9 mm, grønligt metalskinnende svirreflue, der i haver kan gøre skade, idet den cirka 1 cm lange larve kan angribe blomsterløg og andre underjordiske plantedele.[2]
- Slægten Microdon (myresvirrefluer) er svirrefluer, hvis larver lever i myretuer.
- Volucella pellucens (Hvidbåndet humlesvirreflue) er en 12-16 mm stor svirreflue, hvis larver lever i gedehamseboer, hvor de ernærer sig af affaldet i bunden.[2]

## Billeder
- Dobbeltbåndet svirreflue (Episyrphus balteatus).
- Paring mellem svirrefluer.